# Equipos participantes en los Juegos Centroamericanos y del Caribe de 2018 - Torneo Femenino
La siguiente es la lista de convocadas para los Juegos Centroamericanos y del Caribe 2018 de Barranquilla.

## Grupo A

### Colombia
DT:  Nelson Abadía
| No. | Pos. | Jugadora            | Fecha de nacimiento (edad)         | Apa. | Goles | Club                   |
| --- | ---- | ------------------- | ---------------------------------- | ---- | ----- | ---------------------- |
|     | POR  | Vanessa Córdoba     | 9 de mayo de 1995 (23 años)        |      |       | La Equidad             |
|     | POR  | Sandra Sepúlveda    | 3 de marzo de 1988 (30 años)       |      |       | Atlético Junior        |
|     | DEF  | Ángela Clavijo      | 1 de septiembre de 1993 (24 años)  |      |       | América de Cali        |
|     | DEF  | Daniela Caracas     | 25 de abril de 1997 (21 años)      |      |       | Atlético Huila         |
|     | DEF  | Liana Salazar       | 16 de septiembre de 1992 (25 años) |      |       | Independiente Santa Fe |
|     | DEF  | Manuela Vanegas     | 9 de noviembre de 2000 (17 años)   |      |       | Envigado               |
|     | DEF  | Isabella Echeverri  | 16 de junio de 1994 (24 años)      |      |       | Toledo Rockets         |
|     | DEF  | Valentina Jaramillo | 10 de febrero de 2001 (17 años)    |      |       | Llaneras F.C.          |
|     | MED  | Jessica Caro        | 20 de julio de 1988 (30 años)      |      |       | Cortuluá               |
|     | MED  | Marcela Restrepo    | 10 de noviembre de 1995 (22 años)  |      |       | Cortuluá               |
|     | MED  | Diana Ospina        | 3 de marzo de 1989 (29 años)       |      |       | Envigado               |
|     | MED  | Geraldyne Saavedra  | 16 de febrero de 1998 (20 años)    |      |       | América de Cali        |
|     | MED  | Estefanía González  | 4 de enero de 2000 (18 años)       |      |       | Atlético Nacional      |
|     | MED  | Viviana Múnera      | 14 de febrero de 1997 (21 años)    |      |       | Atlético Nacional      |
|     | MED  | Aura Hoyos          | 16 de abril de 1998 (20 años)      |      |       | Atlético Nacional      |
|     | MED  | Tatiana Castañeda   | 24 de octubre de 1990 (27 años)    |      |       | Envigado               |
|     | DEL  | Catalina Usme       | 25 de diciembre de 1989 (28 años)  |      |       | América de Cali        |
|     | DEL  | Carmen Rodallega    | 15 de julio de 1983 (35 años)      |      |       | Atlético Huila         |
|     | DEL  | Angie Castañeda     | 4 de febrero de 1998 (20 años)     |      |       | Independiente Santa Fe |
|     | DEL  | Mayra Ramírez       | 25 de marzo de 1999 (19 años)      |      |       | Real Pasión F.C.       |

### Costa Rica
DT:  Amelia Valverde.
| No. | Pos. | Jugadora                 | Fecha de nacimiento (edad)         | Apa. | Goles | Club                    |
| --- | ---- | ------------------------ | ---------------------------------- | ---- | ----- | ----------------------- |
| 1   | POR  | Noelia Bermúdez          | 20 de septiembre de 1994 (23 años) |      |       | Libre                   |
| 2   | DEF  | Gabriela Guillén         | 1 de marzo de 1992 (26 años)       |      |       | Deportivo Saprissa      |
| 3   | DEF  | María Paula Coto         | 2 de marzo de 1998 (20 años)       |      |       | AD Moravia              |
| 4   | DEF  | Mariana Benavides        | 26 de diciembre de 1994 (23 años)  |      |       | AD Moravia              |
| 5   | DEL  | Hillary Corrales         | 4 de diciembre de 1999 (18 años)   |      |       | Deportivo Saprissa      |
| 6   | DEF  | Carol Sánchez            | 16 de abril de 1986 (32 años)      |      |       | AD Moravia              |
| 7   | MED  | Melissa Herrera          | 10 de octubre de 1996 (21 años)    |      |       | Libre                   |
| 8   | DEF  | Daniela Cruz Mejía       | 8 de marzo de 1991 (27 años)       |      |       | Deportivo Saprissa      |
| 9   | MED  | María Paula Salas        | 12 de julio de 2002 (16 años)      |      |       | Deportivo Saprissa      |
| 10  | MED  | Gloriana Villalobos      | 20 de agosto de 1999 (18 años)     |      |       | Florida State Seminoles |
| 11  | DEL  | María Paula Porras       | 16 de julio de 1989 (29 años)      |      |       | Deportivo Saprissa      |
| 12  | DEF  | Lixy Rodríguez           | 4 de noviembre de 1990 (27 años)   |      |       | Codea                   |
| 13  | MED  | Fabiola Villalobos       | 13 de marzo de 1998 (20 años)      |      |       | Deportivo Saprissa      |
| 14  | MED  | María Fernanda Barrantes | 25 de enero de 1996 (22 años)      |      |       | Deportivo Saprissa      |
| 15  | MED  | Cristin Granados         | 19 de agosto de 1989 (28 años)     |      |       | Libre                   |
| 16  | MED  | Katherine Alvarado       | 11 de abril de 1991 (27 años)      |      |       | Espanyol                |
| 17  | DEL  | Karla Villalobos         | 16 de julio de 1989 (29 años)      |      |       | UCR                     |
| 18  | POR  | Daniela Solera           | 21 de julio de 1997 (21 años)      |      |       | Atlético Huila          |
| 19  | DEF  | Fabiola Sánchez          | 9 de abril de 1993 (25 años)       |      |       | F.C. Ramat HaSharon     |
| 20  | MED  | Mariela Campos           | 4 de enero de 1991 (27 años)       |      |       | Deportivo Saprissa      |

### Jamaica
DT:  Hue Menzies
Yazmeen Jamieson replaced Sydney Schneider.
| No. | Pos. | Jugadora              | Fecha de nacimiento (edad)         | Apa. | Goles | Club                       |
| --- | ---- | --------------------- | ---------------------------------- | ---- | ----- | -------------------------- |
| 1   | POR  | Yazmeen Jamieson      | 17 de marzo de 1998 (20 años)      |      |       | Carleton Ravens            |
| 2   | MED  | Lauren Silver         | 22 de marzo de 1993 (25 años)      |      |       | Libre                      |
| 3   | DEF  | Davia Smith           | 28 de enero de 1991 (27 años)      |      |       | Barbican                   |
| 4   | DEL  | Kevena Reid           | 18 de septiembre de 1998 (19 años) |      |       | GC Foster Collegen         |
| 5   | DEF  | Konya Plummer         | 2 de agosto de 1997 (20 años)      |      |       | Florida Krush              |
| 6   | DEL  | Oshay Nelson-Lawes    | 27 de junio de 1996 (22 años)      |      |       | Oakville Bluedevils        |
| 7   | DEF  | Erin Mikalsen         | 21 de junio de 1999 (19 años)      |      |       | Florida Krush              |
| 8   | DEL  | Ashleigh Shim         | 11 de noviembre de 1993 (24 años)  |      |       | Libre                      |
| 9   | MED  | Sherice Clarke        | 8 de marzo de 2000 (18 años)       |      |       | Libre                      |
| 10  | DEL  | Jody Brown            | 16 de abril de 2002 (16 años)      |      |       | Montverde Academy          |
| 11  | DEL  | Khadija Shaw          | 31 de enero de 1997 (21 años)      |      |       | Tennessee Lady Volunteers  |
| 12  | MED  | Sashana Campbell      | 2 de marzo de 1991 (27 años)       |      |       | Libre                      |
| 13  | POR  | Chris-Ann Chambers    | 24 de octubre de 1995 (22 años)    |      |       | Libre                      |
| 14  | MED  | Deneisha Blackwood    | 7 de marzo de 1997 (21 años)       |      |       | Florida Krush              |
| 15  | DEF  | Jadyn Matthews        | 16 de noviembre de 1999 (18 años)  |      |       | Orlando City               |
| 16  | MED  | Dominique Bond-Flasza | 11 de septiembre de 1996 (21 años) |      |       | Seattle Sounders           |
| 17  | DEF  | Gabrielle Gayle       | 14 de octubre de 2000 (17 años)    |      |       | Daytona State College      |
| 18  | MED  | Chinyelu Asher        | 20 de mayo de 1993 (25 años)       |      |       | Washington Spirit Reserves |
| 19  | DEF  | Toriana Patterson     | 2 de febrero de 1994 (24 años)     |      |       | TTI Bluebonnets            |
| 20  | MED  | Giselle Washington    | 3 de abril de 2001 (17 años)       |      |       | Concord Fire U–18/19       |

### Venezuela
DT:   José Catoya
| No. | Pos. | Jugadora            | Fecha de nacimiento (edad)        | Apa. | Goles | Club                    |
| --- | ---- | ------------------- | --------------------------------- | ---- | ----- | ----------------------- |
|     | POR  | Lisbeth Castro      | 28 de abril de 1988 (30 años)     |      |       | Grêmio Osasco Audax     |
|     | POR  | Andrea Tovar        | 22 de julio de 2018 (-1996 años)  |      |       | Alianza Petrolera       |
|     | DEF  | Nubiluz Rangel      | 13 de agosto de 1993 (24 años)    |      |       | Atlético Nacional       |
|     | DEF  | Petra Cabrera       | 19 de mayo de 1990 (28 años)      |      |       | La Equidad              |
|     | DEF  | Nairelis Gutiérrez  | 2 de julio de 1995 (23 años)      |      |       | Unión Magdalena         |
|     | DEF  | Soleydis Rengel     | 3 de diciembre de 1993 (24 años)  |      |       | Cortuluá                |
|     | DEF  | María Rodríguez     | 26 de noviembre de 1994 (23 años) |      |       | Atlético Bucaramanga    |
|     | DEF  | Rafanny Mendoza     | 5 de noviembre de 1996 (21 años)  |      |       | La Equidad              |
|     | MED  | Paola Villamizar    | 30 de junio de 1994 (24 años)     |      |       | Grêmio Osasco Audax     |
|     | MED  | Yenifer Giménez     | 3 de mayo de 1996 (22 años)       |      |       | CSFA Ambilly            |
|     | MED  | Maikerlin Astudillo | 10 de mayo de 1992 (26 años)      |      |       | Estudiantes de Guárico  |
|     | MED  | Marialba Zambrano   | 17 de junio de 1995 (23 años)     |      |       | Cortuluá                |
|     | MED  | Karla Torres        | 4 de junio de 1992 (26 años)      |      |       | Atlético Huila          |
|     | MED  | Neily Carrasquel    | 26 de julio de 1997 (20 años)     |      |       | Atlético Junior         |
|     | MED  | Dayana Rodríguez    | 20 de octubre de 2001 (16 años)   |      |       | Estudiantes de Guárico  |
|     | MED  | Wilmary Argüelles   | 7 de abril de 2001 (17 años)      |      |       | Caracas FC              |
|     | DEL  | Oriana Altuve       | 3 de octubre de 1992 (25 años)    |      |       | Independiente Santa Fe  |
|     | DEL  | Ysaura Viso         | 17 de junio de 1993 (25 años)     |      |       | Unión Magdalena         |
|     | DEL  | Yerliane Moreno     | 13 de octubre de 2000 (17 años)   |      |       | Deportivo Táchira       |
|     | DEL  | Deyna Castellanos   | 18 de abril de 1999 (19 años)     |      |       | Florida State Seminoles |

## Grupo B

### México
DT:  Roberto Medina
| No. | Pos. | Jugadora           | Fecha de nacimiento (edad)         | Apa. | Goles | Club                       |
| --- | ---- | ------------------ | ---------------------------------- | ---- | ----- | -------------------------- |
| 1   | POR  | Cecilia Santiago   | 19 de octubre de 1994 (23 años)    |      |       | América                    |
| 2   | DEF  | Kenti Robles       | 15 de febrero de 1991 (27 años)    |      |       | Atlético Madrid            |
| 3   | DEF  | Christina Murillo  | 28 de enero de 1993 (25 años)      |      |       | Chicago Red Stars Reserves |
| 4   | DEF  | Rebeca Bernal      | 31 de agosto de 1997 (20 años)     |      |       | Monterrey                  |
| 5   | DEF  | Greta Espinoza     | 5 de junio de 1995 (23 años)       |      |       | UANL                       |
| 6   | MED  | Nancy Antonio      | 2 de abril de 1996 (22 años)       |      |       | UANL                       |
| 7   | MED  | Nayeli Rangel      | 28 de febrero de 1992 (26 años)    |      |       | UANL                       |
| 8   | MED  | Karla Nieto        | 9 de enero de 1995 (23 años)       |      |       | Pachuca                    |
| 9   | DEL  | Charlyn Corral     | 11 de septiembre de 1991 (26 años) |      |       | Levante                    |
| 10  | MED  | Yamilé Franco      | 7 de julio de 1992 (26 años)       |      |       | Toluca                     |
| 11  | DEL  | Mónica Ocampo      | 4 de enero de 1987 (31 años)       |      |       | Pachuca                    |
| 12  | POR  | Bianca Henninger   | 22 de octubre de 1990 (27 años)    |      |       | Houston Dash               |
| 13  | DEF  | Jocelyn Orejel     | 14 de noviembre de 1996 (21 años)  |      |       | CSFA Ambilly (fr)          |
| 14  | DEF  | Clarissa Robles    | 9 de mayo de 1994 (24 años)        |      |       | LA Galaxy OC               |
| 15  | DEL  | Esmeralda Verdugo  | 19 de enero de 1994 (24 años)      |      |       | América                    |
| 16  | MED  | Cristina Ferral    | 16 de febrero de 1993 (25 años)    |      |       | UANL                       |
| 17  | MED  | María Sánchez      | 20 de febrero de 1996 (22 años)    |      |       | Santa Clara Broncos        |
| 18  | DEL  | Desirée Monsiváis  | 19 de enero de 1988 (30 años)      |      |       | Monterrey                  |
| 19  | DEL  | Katie Johnson      | 14 de septiembre de 1994 (23 años) |      |       | Sky Blue FC                |
| 20  | MED  | Carolina Jaramillo | 19 de marzo de 1994 (24 años)      |      |       | UANL                       |

### Trinidad y Tobago
DT:  Jamaal Shabazz
| No. | Pos. | Jugadora           | Fecha de nacimiento (edad)        | Apa. | Goles | Club                   |
| --- | ---- | ------------------ | --------------------------------- | ---- | ----- | ---------------------- |
| 1   | POR  | Kimika Forbes      | 26 de agosto de 1990 (27 años)    |      |       | Independiente Santa Fe |
| 2   | DEF  | Ayana Russell      | 16 de marzo de 1988 (30 años)     |      |       |                        |
| 3   | DEF  | Jenelle Cunningham | 29 de abril de 1990 (28 años)     |      |       |                        |
| 4   | DEF  | Rhea Belgrave      | 19 de julio de 1991 (27 años)     |      |       |                        |
| 5   | DEF  | Arin King          | 8 de febrero de 1991 (27 años)    |      |       |                        |
| 6   | DEL  | Natasha St. Louis  | 1 de noviembre de 1991 (26 años)  |      |       |                        |
| 7   | MED  | Jonelle Cato       |                                   |      |       |                        |
| 8   | DEF  | Patrice Superville | 8 de abril de 1987 (31 años)      |      |       |                        |
| 9   | DEL  | Mariah Shade       | 9 de diciembre de 1991 (26 años)  |      |       |                        |
| 10  | MED  | Tasha St. Louis    | 20 de diciembre de 1983 (34 años) |      |       |                        |
| 11  | MED  | Janine Francois    | 1 de enero de 1989 (29 años)      |      |       |                        |
| 12  | DEL  | Shenelle Arjoon    |                                   |      |       |                        |
| 13  | DEF  | Natisha John       |                                   |      |       |                        |
| 14  | MED  | Karyn Forbes       | 27 de agosto de 1992 (25 años)    |      |       |                        |
| 15  | MED  | Kedie Johnson      |                                   |      |       |                        |
| 16  | DEF  | Liana Hinds        | 23 de febrero de 1995 (23 años)   |      |       |                        |
| 17  | MED  | Afiyah Cornwall    | 12 de diciembre de 2001 (16 años) |      |       |                        |
| 18  | MED  | Naomie Guerra      | 1 de junio de 1996 (22 años)      |      |       |                        |
| 19  | DEL  | Aaliyah Prince     |                                   |      |       |                        |
| 20  | POR  | Saundra Baron      | 20 de julio de 1993 (25 años)     |      |       |                        |